# Funaria curviseta
Funaria curviseta là một loài Rêu trong họ Funariaceae. Loài này được (Schwägr.) Milde mô tả khoa học đầu tiên năm 1869.